# Мерзликина, Тамара Николаевна
Тамара Николаевна Мерзликина (род. 18 июля 1939, Данилково), в девичестве Петро́ва — советская и латвийская легкоатлетка, рекордсменка СССР в беге на сверхдлинные дистанции, мастер спорта международного класса по легкой атлетике.

## Биография
Родилась в 1939 году в Данилково Александровского района Владимирской области в многодетной семье. У Тамары было три сестры и брат.
В конце 1968 года во Владимире Тамара познакомилась со своим будущим мужем и тренером Владимиром Мерзликиным. Их сотрудничество во многом привело к успехам Тамары в лёгкой атлетике 1980—90-х гг.
29 мая 1982 года в селе Роя (Латвия) Тамара участвовала в первом для себя марафоне. И хоть допуск женщинам был воспрепятствован по правилам соревнований, Тамара без стартового номера показала свой первый результат 3:40.31.
В 1984 году 9 сентября Тамара впервые приняла участие в 100-километровом пробеге по пляжу (чемпионат Латвии) в Юрмале, показав блестящий для себя результат 9:01.26. Лучшим её результатом является на 100 км — 8:16.24[уточнить] там же в Юрмале (4 сентября 1988 года).
26—27 мая 1989 года впервые приняла участие в суточном беге в городе Миттерзилль (Австрия), показав 222 км 800 м. По утверждению советской прессы это был мировой рекорд.
7—9 мая 1993 года впервые приняла участие в 2-х суточном пробеге в Сюржере (Франция), показав личный рекорд 300 км 983 м.
Кроме спортивного бега Тамара участвовала в лыжных соревнованиях.
Проживает во Владимире. Начиная с 2010-х гг. изредка участвовала в местных велогонках.
1. ↑  Мировой рекорд принадлежал тогда англичанке Хилари Уолкер (в будущем генеральный секретарь ИАЮ). 27—28 августа 1988 года в Престоне (Англия) она пробежала 147 миль (236,453 км). Результат 49-летней Мерзликиной был выше неофициального мирового достижения для женщин старше 50 лет[2]

## Семья
- Отец — Николай Федорович Петров;
- Мать — Екатерина Степановна Петрова (Зайцева);
- Муж — Владимир Сергеевич Мерзликин (21.03.1946—22.05.2019).
- Сын — Олег Владимирович Мерзликин

## Соревнования

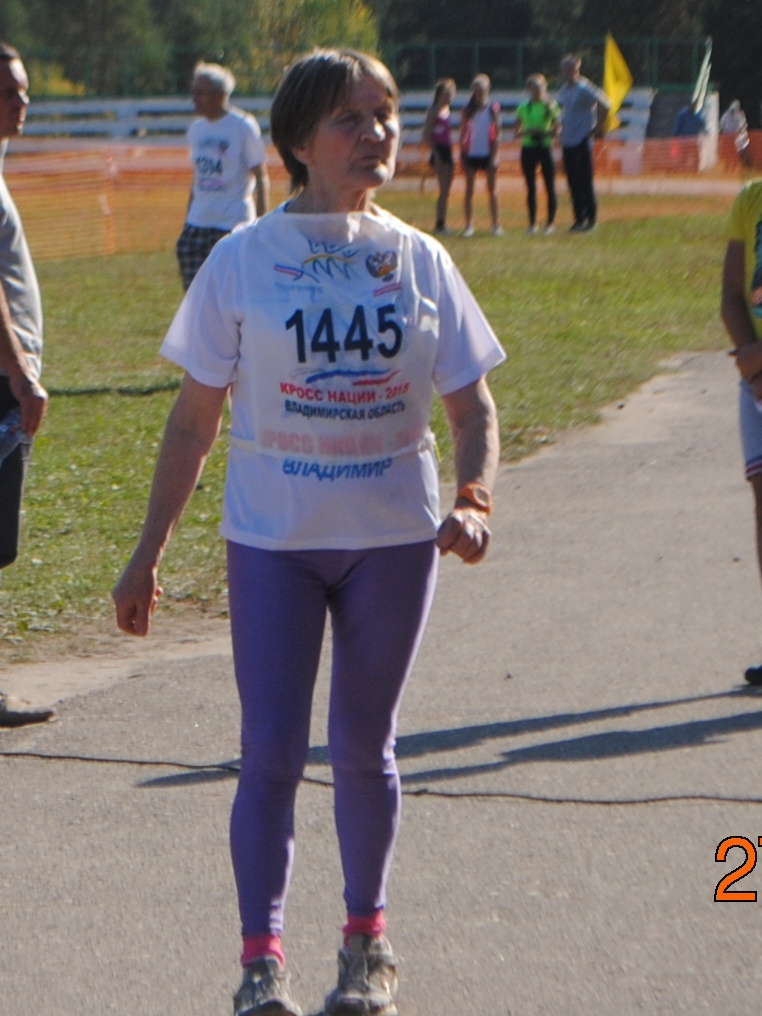
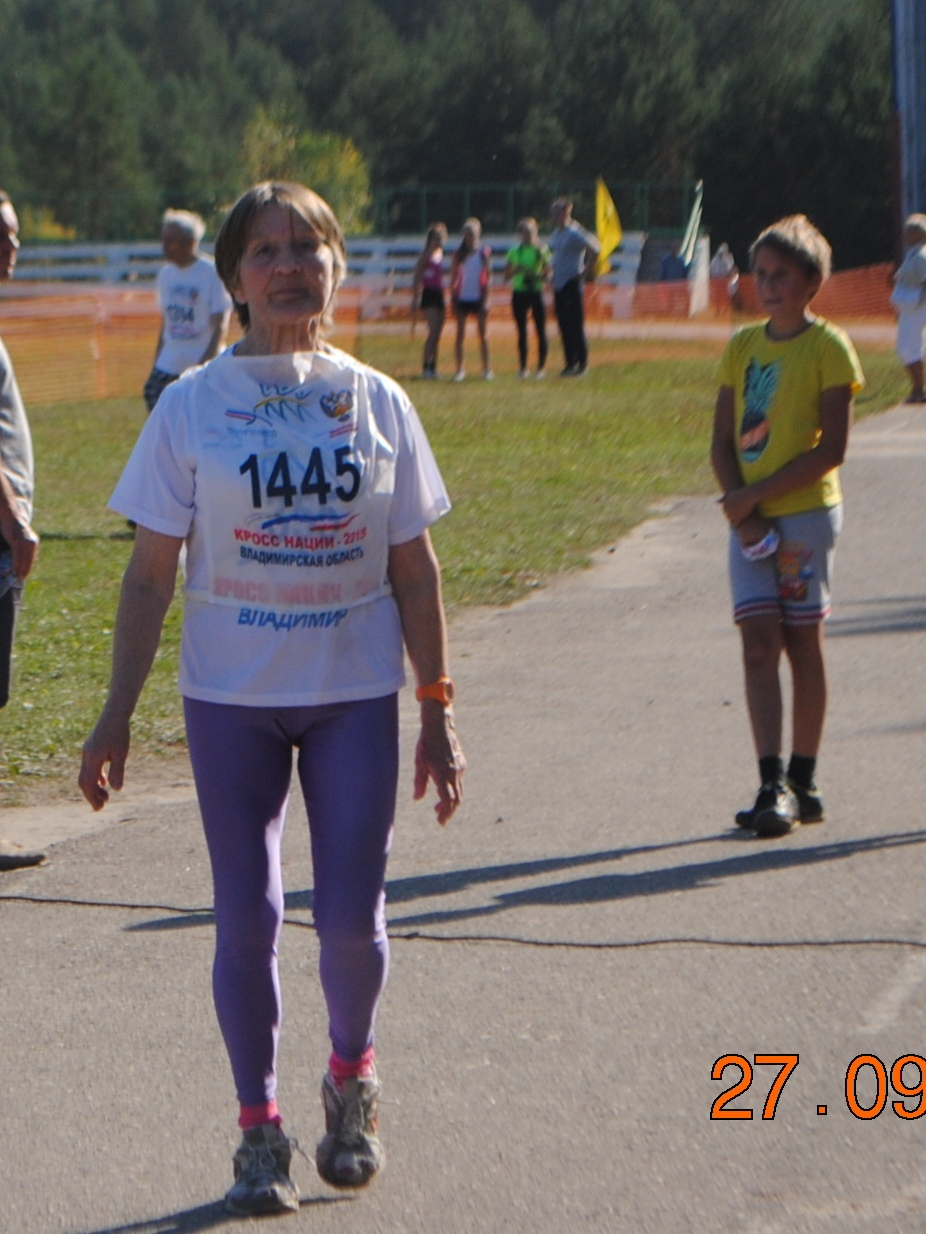
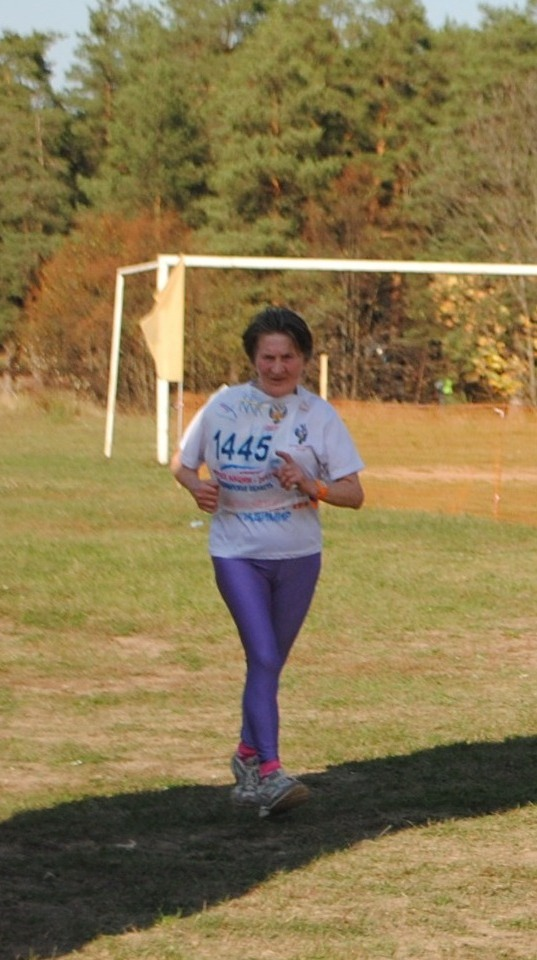
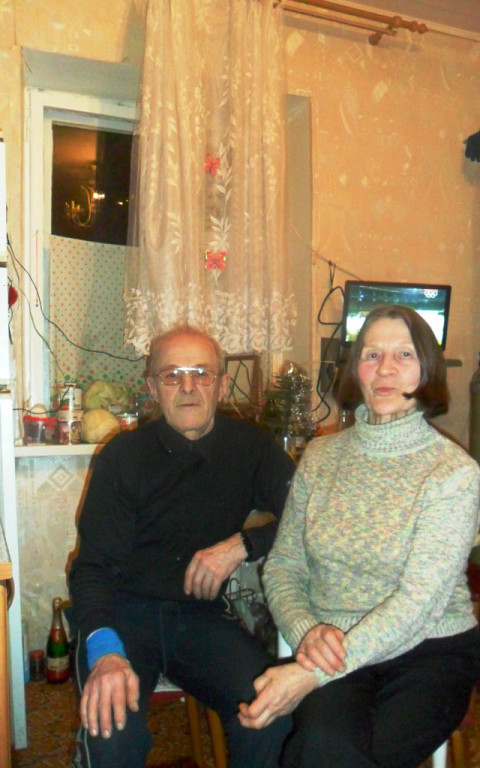
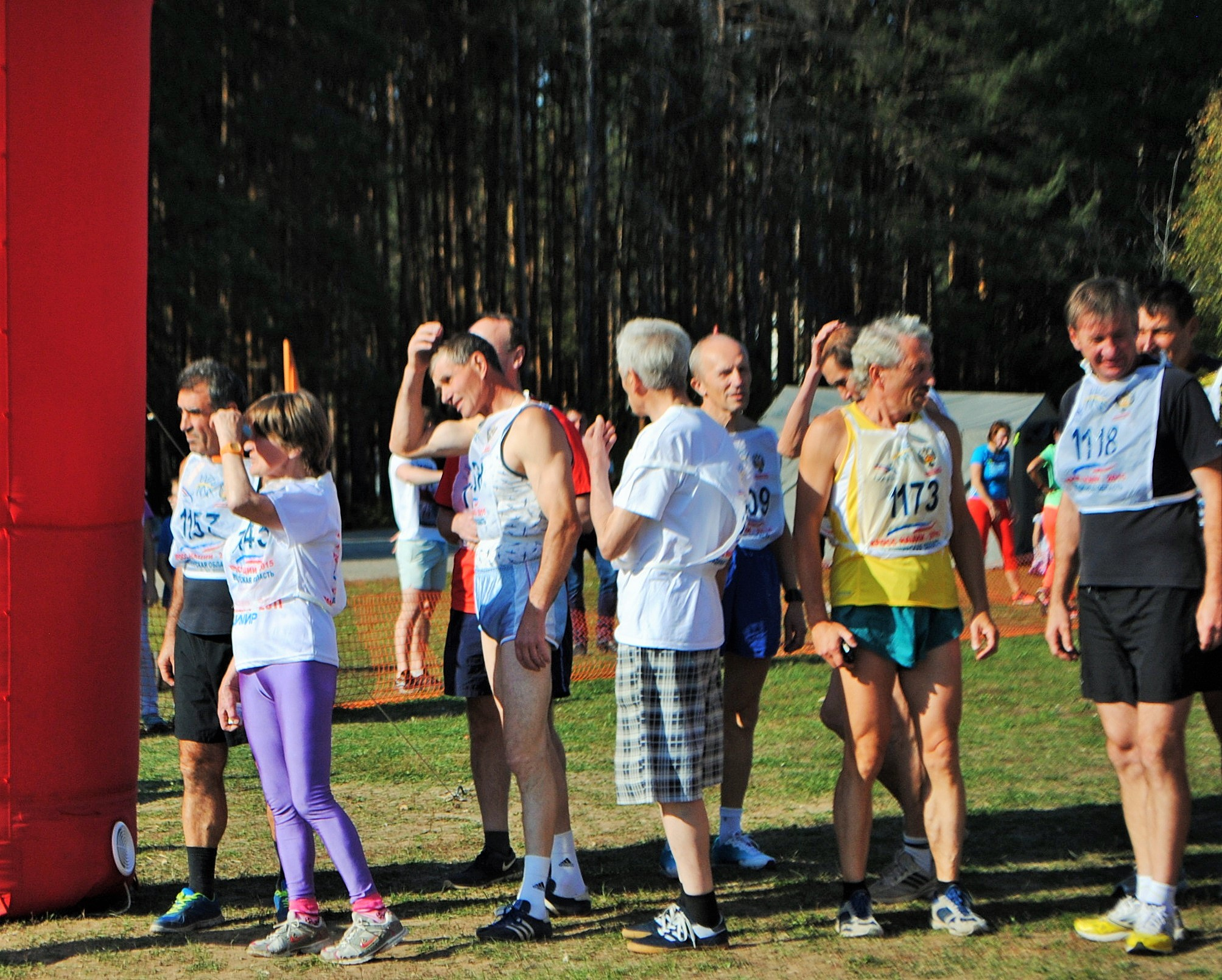
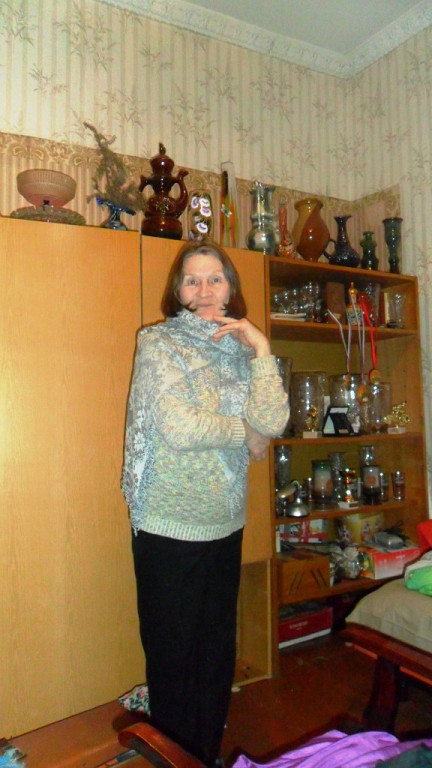
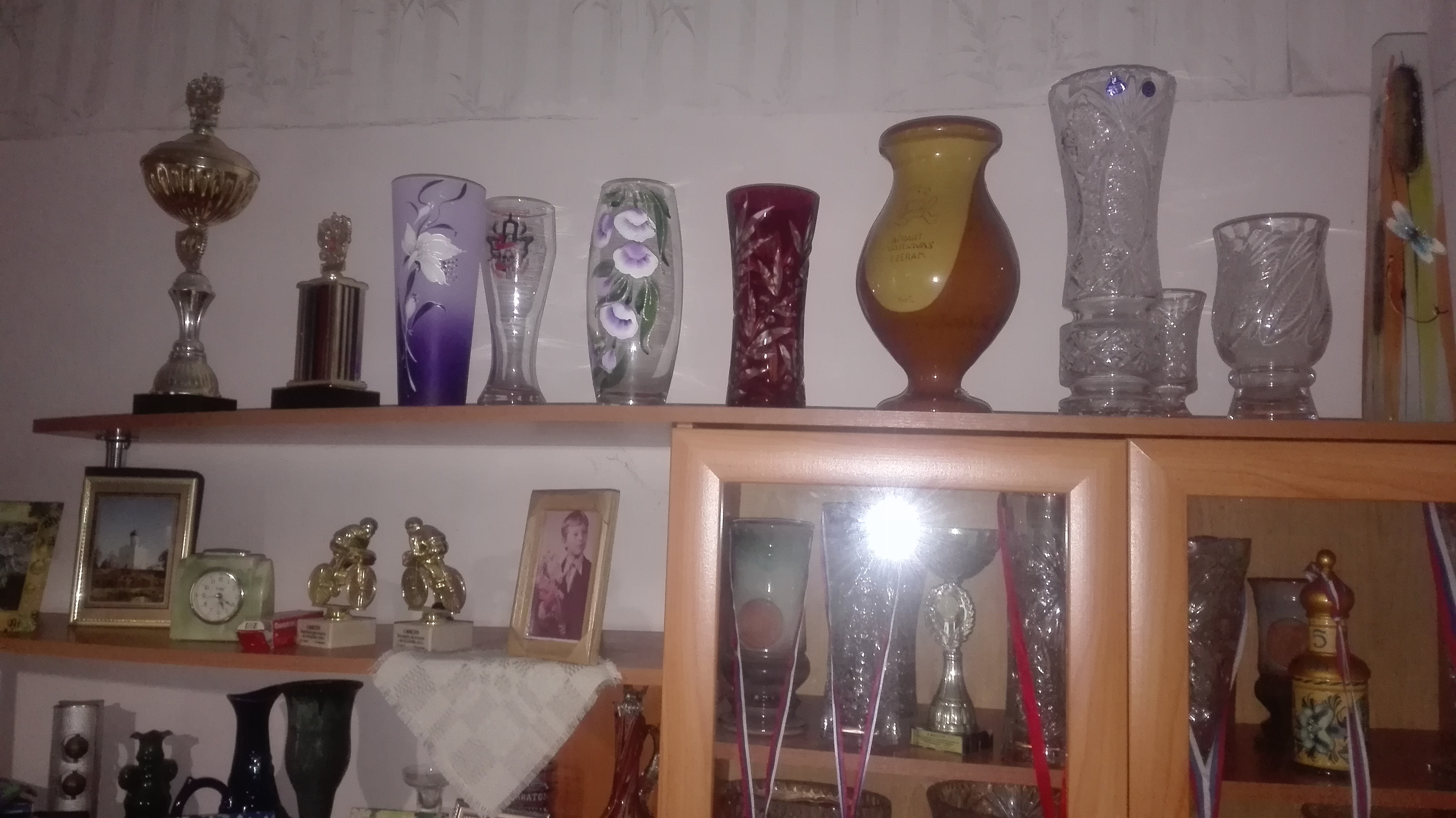
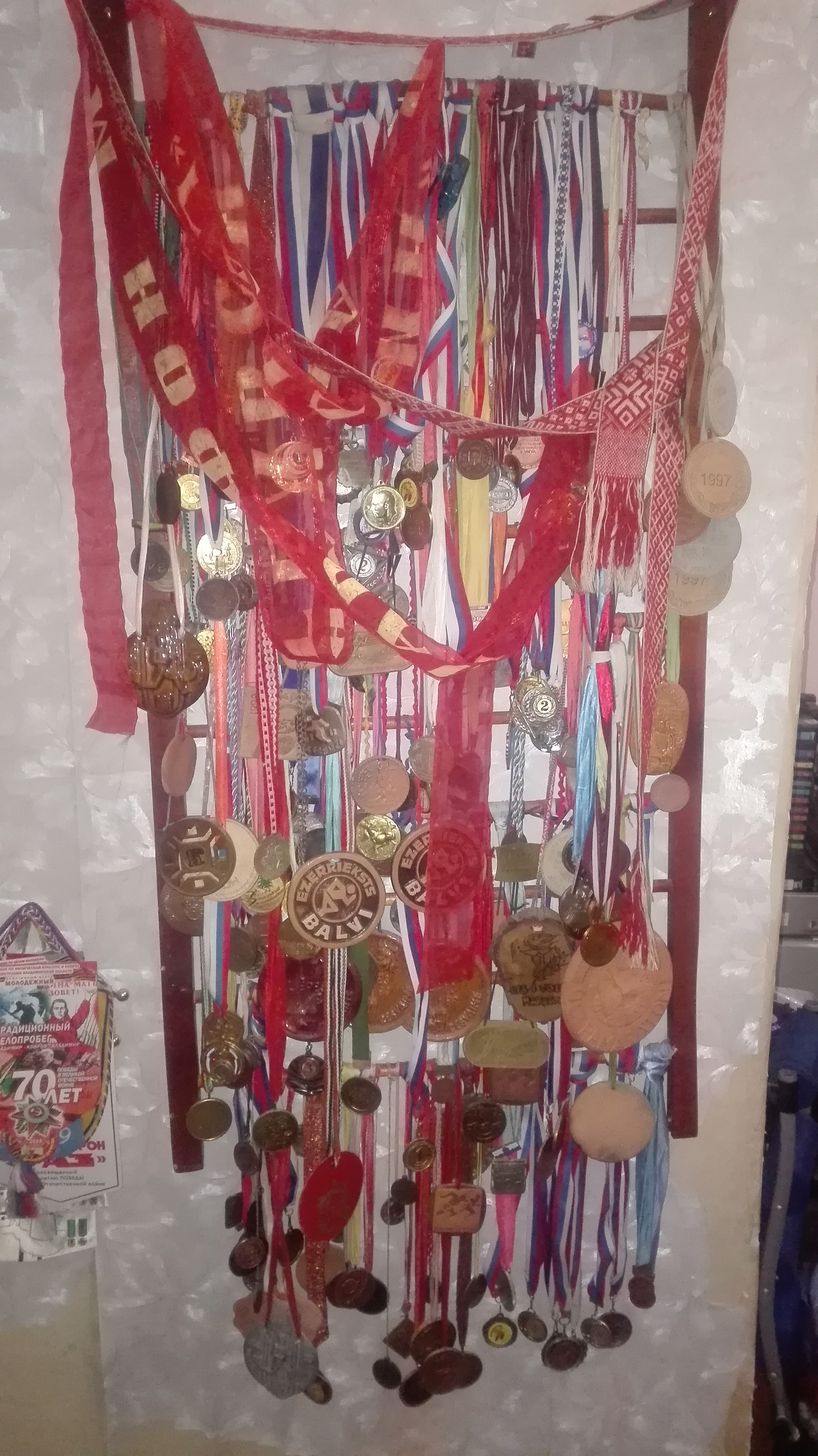
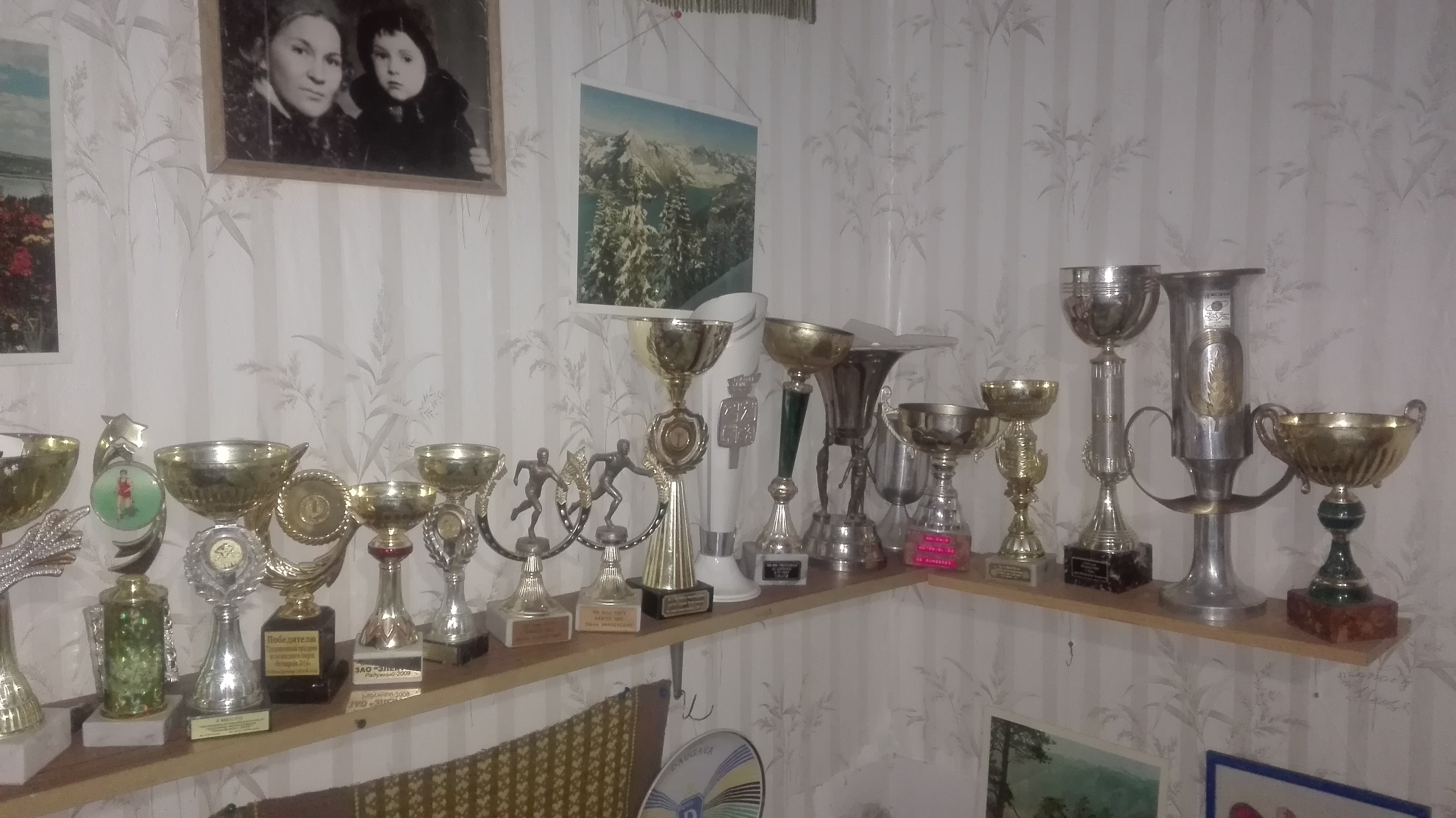
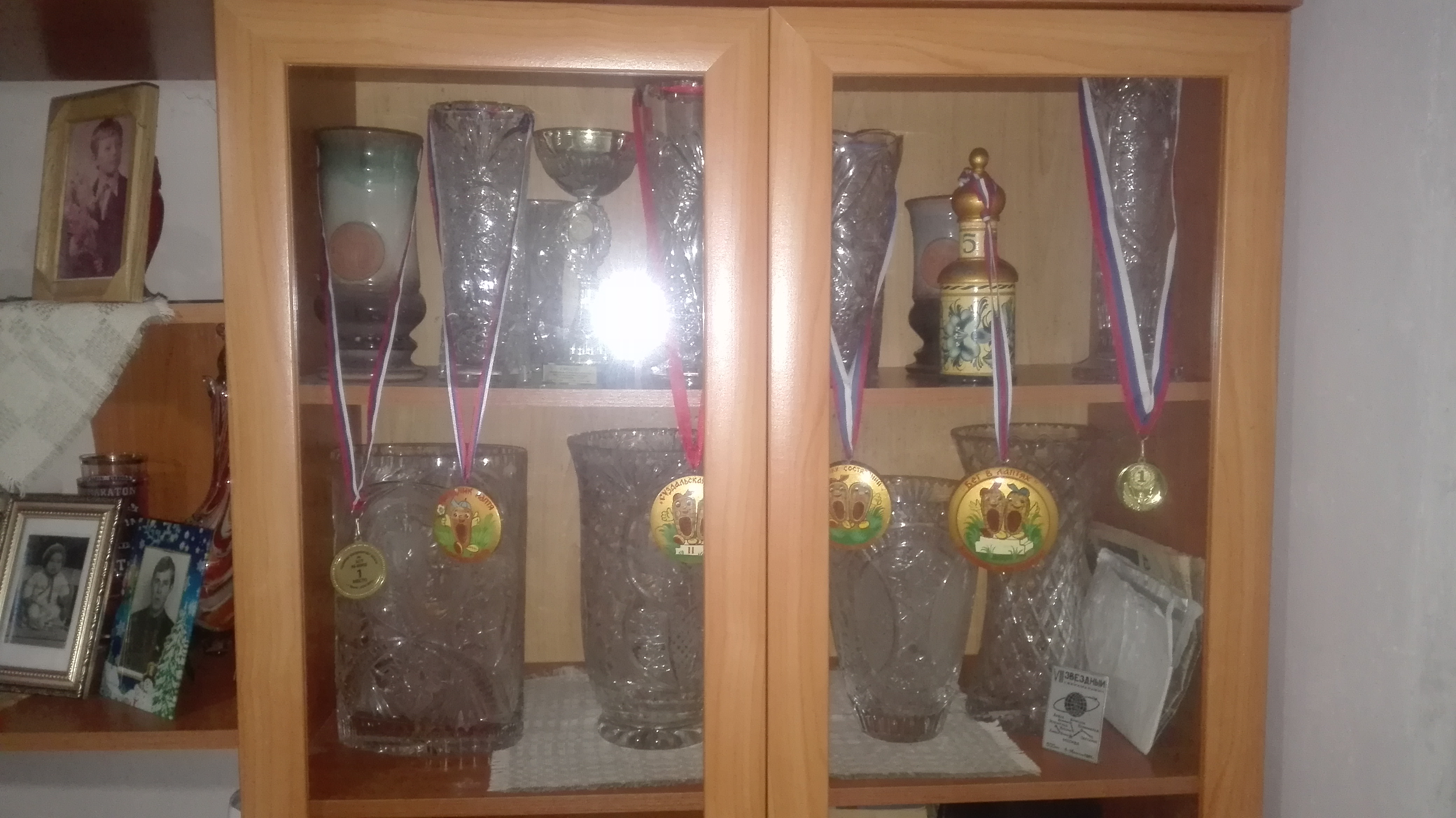
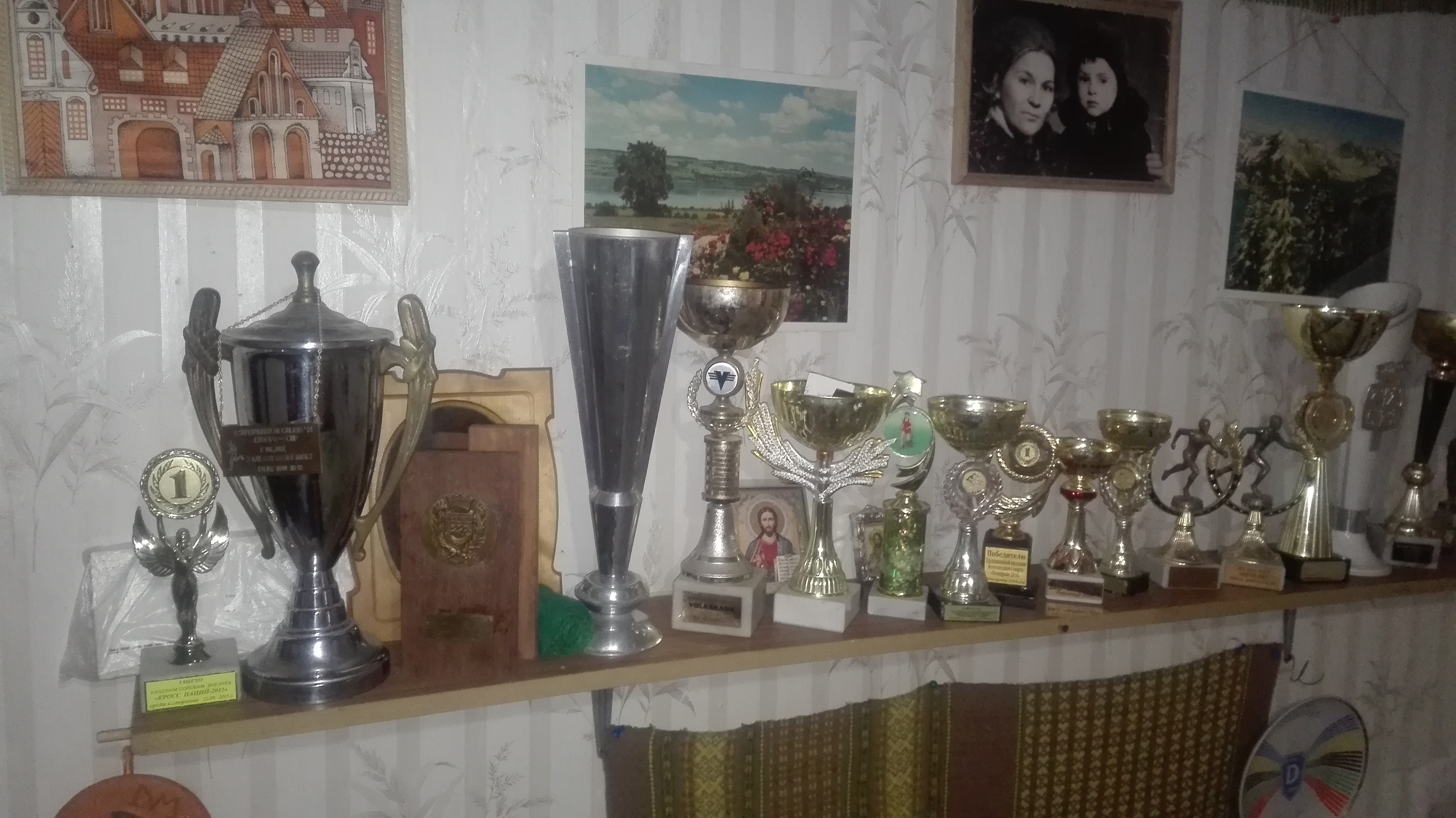

| Год  | Соревнования   | Город              | Дата      | Дистанция | Результат | Место                 |
| ---- | -------------- | ------------------ | --------- | --------- | --------- | --------------------- |
| 1991 | Чемпионат мира | Флоренция — Фаэнца | 25—26 мая | 100 км    | 10:02.02  | 23 (личный зачёт)     |
| 1991 | Чемпионат мира | Флоренция — Фаэнца | 25—26 мая | 100 км    | 27:01.02  | III (командный зачёт) |